# We're on the Road to D'ohwhere
We're on the Road to D'ohwhere, llamado Camino a OJ-ninguna parte en España y En el camino a ninguna parte en Hispanoamérica, es el undécimo episodio de la decimoséptima temporada de la serie de dibujos animados Los Simpson, emitido originalmente el 29 de enero de 2006 en Estados Unidos. En Hispanoamérica se estrenó el 24 de septiembre de 2006. El episodio fue escrito por Kevin Curran y dirigido por Nancy Kruse. Después de que Bart destruye la escuela, el director Skinner convence a sus padres de llevarlo a un campamento para que forme carácter, pero cuando la aerolínea se niega llevar al niño, Homero debe llevarlo él mismo de mala gana, teniendo que sacrificar su viaje a Las Vegas con sus amigos.

## Sinopsis
Todo comienza en la escuela, Bart entra en la oficina del director mientras que el director admira su nuevo coche. Bart encuentra una llave que es el de las válvulas de vapor, Bart y Milhouse entran a la sala de válvulas y llegan a la válvula de vapor más grande, Bart gira una pequeña válvula que hace que todas las válvulas giren sin control. Esto hace que el vapor se salga en los salones de clases causando que la escuela quede inservible.
Tras esto, el director Skinner le aconseja a Homer y a Marge que envíen a Bart a un campamento en Oregón; Homer acepta llevarlo ante la desaprobación de Bart. Homer le dijo a sus amigos que llevaría a Bart al aeropuerto para luego irse con ellos a Las Vegas, ya que Moe tenía dinero para ir, al llegar al aeropuerto la recepcionista le niega ir al avión ya que cometió una travesura en un avión causando que volviera a Indianápolis. Homer se enoja, pero decide llevar a Bart a Oregón y no ir a Las Vegas.
Mientras tanto, Marge organiza una venta de garaje afuera de su casa, vendiendo las cosas de Bart porque cree que no las va a necesitar. La venta de garaje resulta un fracaso, pero Otto le compra unos medicamentos expirados de Bart y Marge vende muchas drogas.
Homer y Bart llegan a un restaurante donde van a comer, Homer se come toda la comida cuando se da cuenta de que Bart se había ido de su puesto, salió del restaurante, pero el gerente le pega con una sartén para que pagara la comida. Homer busca a Bart en su carro y lo ve pidiendo que lo lleve a su casa haciéndose pasar como marino, Homer no le hace caso y se distrae y eso causa que se choque contra una barra de protección quedando cerca de caerse del acantilado y le pide ayuda a Bart y el lo salva.
Mientras, Jimbo le pide drogas a Marge creyendo que ella era traficante, pero lo niega y le cierra la puerta violentamente. Minutos después se apersona en el lugar el jefe Wiggum y la arresta por vender drogas. 
Homer lleva a Bart al campamento y se aleja dejándole con el gerente, pero luego se arrepiente, debido a que le salvó la vida antes, y decide volver y llevarlo a Las Vegas con él.
De nuevo en la casa de Los Simpson, Lisa escucha la grabadora, en la cual se muestran dos mensajes: uno de Marge, que dice que está presa y que necesita $10 000 de fianza, y otro de Homer, el cual dice que también está preso en Nevada y que perdió a Bart, quedándose solas ella y Maggie. El episodio finaliza con Lisa mencionando que buscará trabajo, dejando a Maggie sola en el hogar.